# Sghaïr Ould M'Bareck
Sghaïr Ould M'Bareck (1954) es un político mauritano, fue primer ministro desde el 6 de julio de 2003, designado por Maaouya Ould Sid'Ahmed Taya tras un intento de golpe de Estado en el que fue destituido su antecesor, Cheikh El Avia Ould Mohamed Khouna, hasta el 7 de agosto de 2005 en que dimitió junto a su gobierno por oponerse al nuevo golpe de Estado que había tenido lugar dos días antes. Antes de ser primer ministro había pertenecido al ejecutivo en calidad de ministro de Justicia.
El Consejo Militar para la Justicia y la Democracia nombró como sucesor a Sidi Mohamed Ould Boubacar.

## Biografía
M'Bareck, nacido en Néma, ingresó al gobierno como ministro de Educación Nacional en abril de 1992. En 1993, fue nombrado ministro de Desarrollo Rural y Medio Ambiente y, a fines de 1995, ministro de Educación. Salud y Asuntos Sociales. Fue ministro de Educación Nacional de 1997 a 1998, luego ministro de Comercio, Artesanía y Turismo de 1998 a 1999. Fue nombrado ministro de Equipamiento y Transporte a fines de 1999, ministro de Educación. La educación nacional en 2000 y el ministro de Justicia. en noviembre de 2001. Luego fue nombrado primer ministro en julio de 2003. Reemplazó al Jeque El Avia Ould Mohamed Khouna, de la misma parte del este de Mauritania, como muchos de los acusados culpables del golpe. Estado de 2003. [
El presidente Ould Taya fue depuesto por un golpe militar el 3 de agosto de 2005. Aunque los líderes del golpe exigieron al día siguiente que el Sr. Ould M'Bareck y otros ministros estuvieran en su puesto, el 7 de agosto, él y su gobierno renunciaron y renunciaron. Los líderes del golpe de Estado nombraron a un nuevo primer ministro, Sidi Mohamed Ould Boubacar, quien ocupó el cargo de 1992 a 1996.
En 2009, M'Bareck es el mediador de la República. Es uno de los cuatro candidatos para las elecciones presidenciales de junio de 2009. Se reunió con el presidente interino Ba Mamadou M'Bare a fines de abril para presentar una solicitud de licencia de dos meses para centrarse en su candidatura a la presidencia.